# Майлхаммер, Роберт
Ро́берт Ма́йлхаммер (нем. Robert Mailhammer) — немецкий лингвист, исследователь в Мюнхенском и ряде других университетов. Специалист по германским языкам и доисторическим лингвистическим реконструкциям (доиндоевропейский субстрат, догерманский субстрат, протогерманский язык). В книге «Германский сильный глагол», проанализировав типологию и историю германских сильных глаголов, пришёл к выводу о том, что они являются наследием доисторической креолизации одного из индоевропейских языков с языком доиндоевропейского субстрата.

## Сочинения
- Полный список сочинений.
- The Germanic Strong Verbs.
- Diversity vs. uniformity: Europe before the arrival of the Indo-European languages: a comparison with prehistoric Australia, in Mailhammer & Vennemann